# Харин, Виталий Лазаревич
Виталий Лазаревич Харин (17 июня 1936 — 28 сентября 2024) — советский государственный и партийный деятель, председатель Кисловодского горисполкома (1980—1988).
Родился 17 июня 1936 года в Кисловодске. Его родители, работавшие бухгалтерами, приехали из Воронежской области на строительство санаториев.
Окончил семилетнюю школу, мужскую среднюю школу № 12 (с серебряной медалью) и Мурманское высшее мореходное училище (с отличием). Три года ремонтировал подводные лодки на СРЗ № 35 ВМФ.
В 1961 году вернулся в Кисловодск. Несколько месяцев работал на Нарзанном заводе, затем — инженером в СМУ-4.
- 1968—1970 инструктор отдела пропаганды и агитации Кисловодского горкома КПСС;
- 1970—1973 заведующий промышленно-строительным отделом горисполкома;
- 1973—1977 заведующий промышленно-транспортным отделом горкома партии;
- 1977—1980 заместитель председателя горисполкома;
- март 1980 — июнь 1988 председатель Кисловодского горисполкома.

В период его руководства в городе построили несколько многоэтажных жилых домов, котельные во всех микрорайонах, общеобразовательные школы и детские сады, музыкальную школу, спортивную школу «Старт», салон красоты «Улыбка», санатории «Родник», «Химик» (ныне «Россия»), «Крепость», водопроводные и канализационные сети. Численность жителей города увеличилась со 101 до 114 тысяч человек.
С 1988 года директор санатория «Кругозор».
Награждён медалью ордена «За заслуги перед Отечеством» II степени (10 марта 2005 года).